# Wahlenbergia

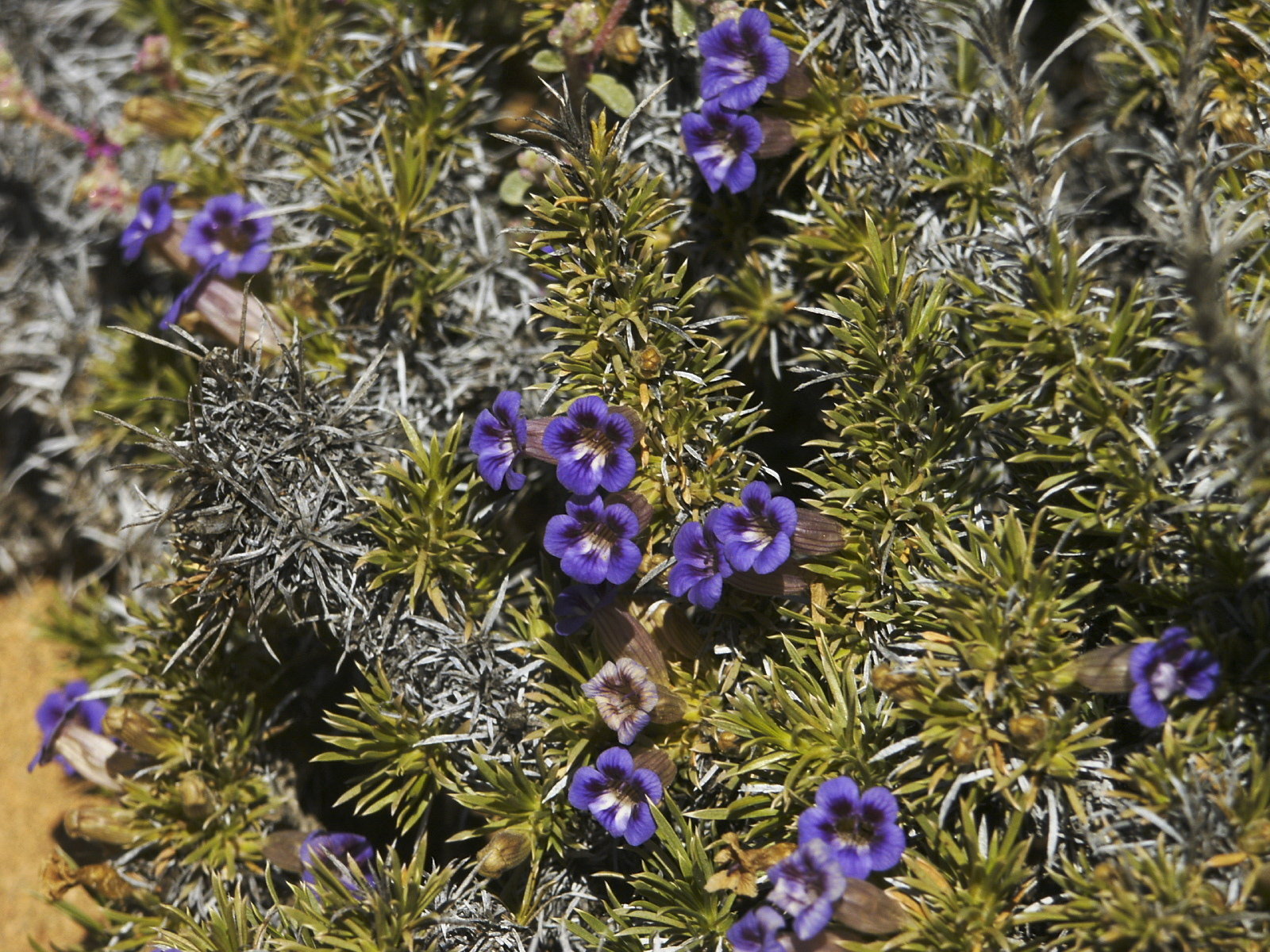
Wahlenbergia annularis in Zuid-Afrika

Wahlenbergia is een geslacht van 150 tot 270 soorten uit de klokjesfamilie (Campanulaceae). Het geslacht komt wereldwijd voor, met uitzondering van Noord-Amerika. De grootste diversiteit komt voor in Afrika en Australië.

## Selectie van soorten
Afrika
- Wahlenbergia androsacea (Zuid-Afrika)
- Wahlenbergia capillacea (Zuid-Afrika)
- Wahlenbergia lobelioides (Canarische Eilanden, Madeira)
- Wahlenbergia perrieri (Madagaskar)
- Wahlenbergia rivularis (Zuid-Afrika)
- Wahlenbergia undulata (Zuid-Afrika)

Azië
- Wahlenbergia gracilis (eilanden Grote oceaan)
- Wahlenbergia hirsuta (Himalaya)
- Wahlenbergia marginata (China, Himalaya)
- Wahlenbergia peduncularis (Himalaya)

Australië
- Wahlenbergia ceracea
- Wahlenbergia communis
- Wahlenbergia consimilis
- Wahlenbergia gloriosa
- Wahlenbergia gracilis
- Wahlenbergia multicaulis
- Wahlenbergia saxicola
- Wahlenbergia stricta

Europa
- Wahlenbergia hederacea (Klimopklokje, enige soort die van nature voorkomt in België en Nederland).
- Wahlenbergia nutabunda

Nieuw-Zeeland
- Wahlenbergia albomarginata
- Wahlenbergia cartilaginea
- Wahlenbergia congesta
- Wahlenbergia matthewsii
- Wahlenbergia tuberosa

Zuid-Amerika
- Wahlenbergia linarioides
- Wahlenbergia peruviana